# 青部
青部，為漢字索引中的部首之一，康熙字典214個部首中的第一百七十四個（八劃的則為第八個）。在傳統漢字與中文簡化字中，其都被歸為八劃部首。青部只以左方為部字。且無其他部首可用者將部首歸為青部。

## 部首單字解釋
1.ㄑㄧㄥ，①五色之一，淡藍色。②黑色。③青海省、青州的簡稱。④姓。見萬姓統譜·五五。⑤竹皮、竹簡。⑥蛋白，通清。⑦以青草顏色象徵年輕。⑧像青草般的顏色。
2.ㄐㄧㄥ，草的顏色或茂盛的樣子，通菁。
- 補充：靑，青的舊字形。

## 字形

金文
大篆
小篆

## 字例
（依Unicode排名）
| 除部首外之筆劃 | 字例 -{ |
| -------------- | ------- |
| 0              | 青靑    |
| 3              | 𩇕      |
| 5              | 靕靖    |
| 6              | 靗靘静  |
| 7              | 靚      |
| 8              | 靛靜    |
| 10             | 靝      |
| 12             | 𩇢      |
| 14             | 䨼 }-   |